# Saint-Germain-des-Prés (Paryż)
Saint-Germain-des-Prés – historyczna dzielnica Paryża, jednocześnie najstarszy zamieszkany rejon lewobrzeżnego Paryża. Obecnie część 6. dzielnicy. Początkowo teren ten był w posiadaniu opactwa benedyktyńskiego Saint-Germain-des-Prés. W połowie XVIII w. na terenach wyprzedawanych przez zakon powstały liczne rezydencje arystokracji. Z czasem powstały tu także siedziby ministerstw, urzędów i ambasad. Po I wojnie światowej dzielnica stała się znana z intelektualnego życia, które toczyło się w barach i kawiarniach. W latach 20. i 30. XX wieku bywali tu malarze surrealiści, młodzi pisarze, jak Ernest Hemingway, a w latach 50. pisarze egzystencjaliści, jak Jean-Paul Sartre, Simone de Beauvoir oraz filmowcy twórcy Nowej Fali.
Liczba mieszkańców dzielnicy Saint-Germain-des-Prés spadła między 1954 a 1990 z 11921 mk. do 5707 mk.

## Atrakcje turystyczne

Dzielnice administracyjne w ramach 6. okręgu Paryża

- Kościół Saint-Germain-des-Prés
- Museé Eugène Delacroix

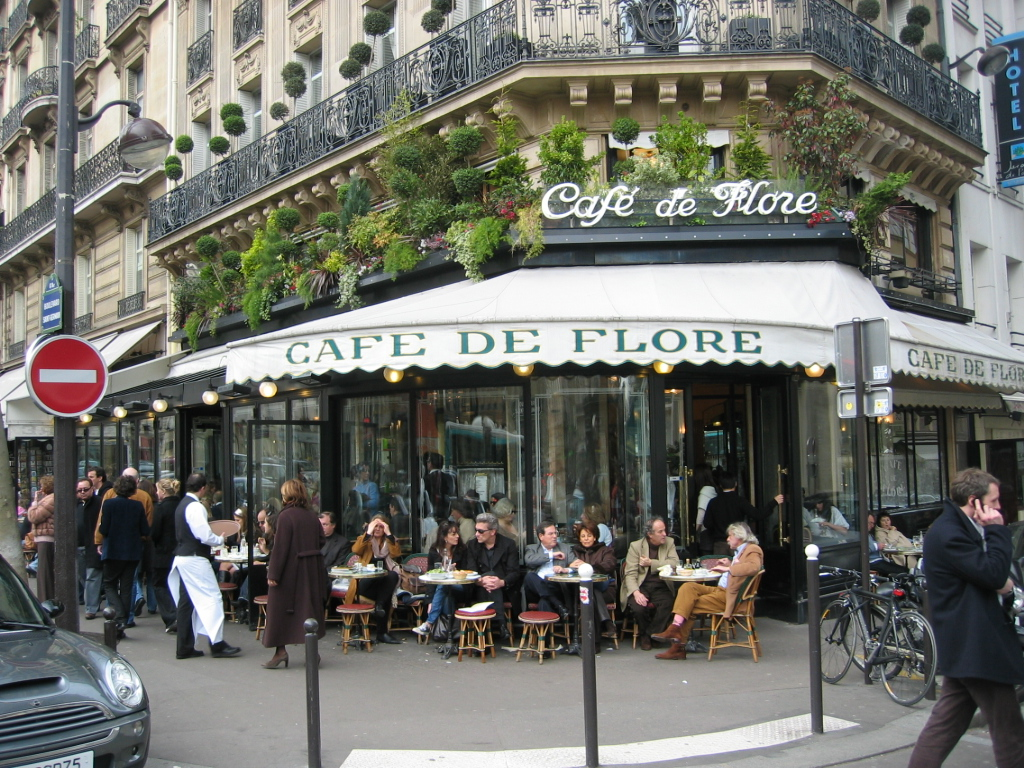
Café de Flore
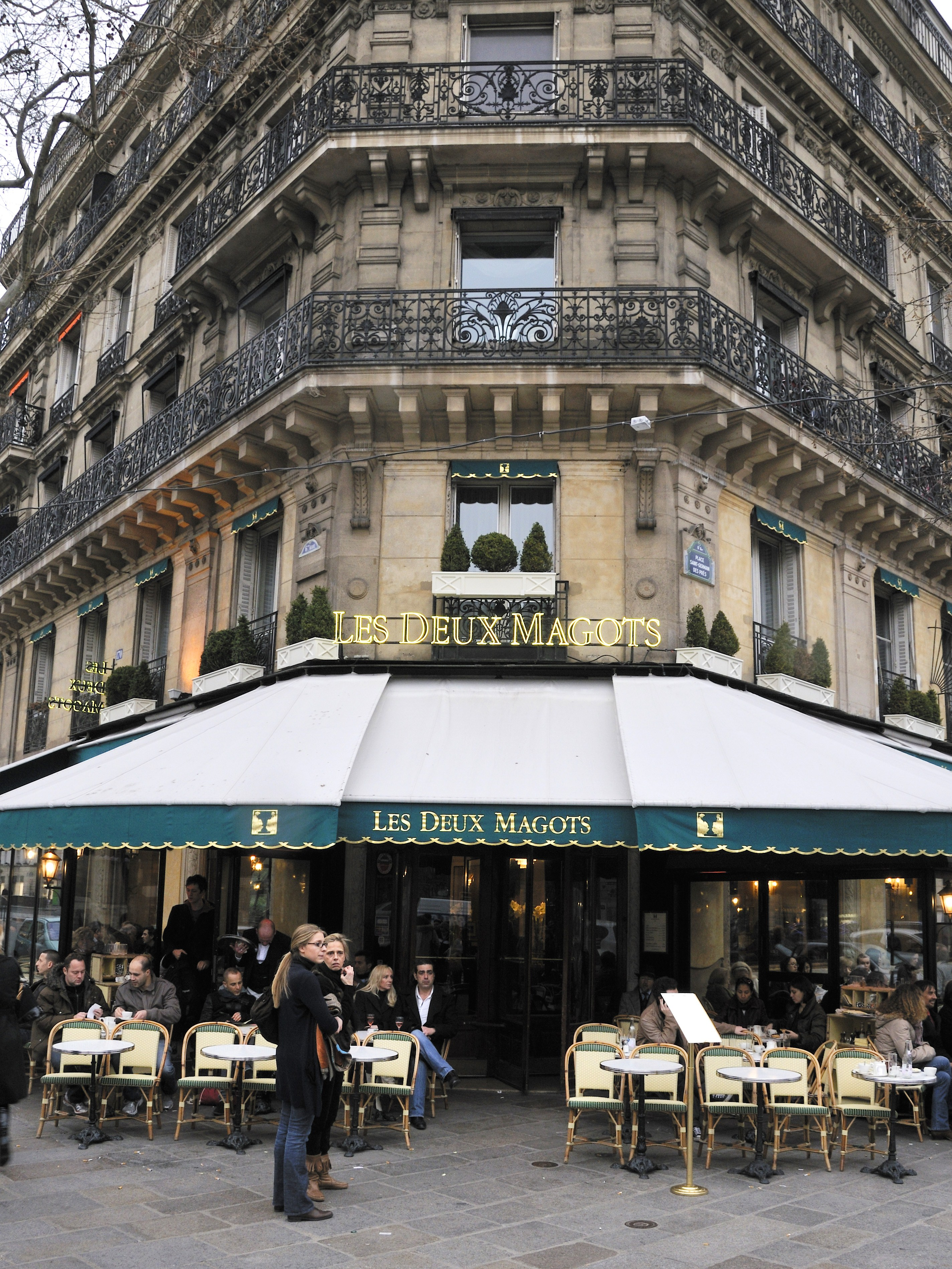
Kawiarnia Les Deux Magots
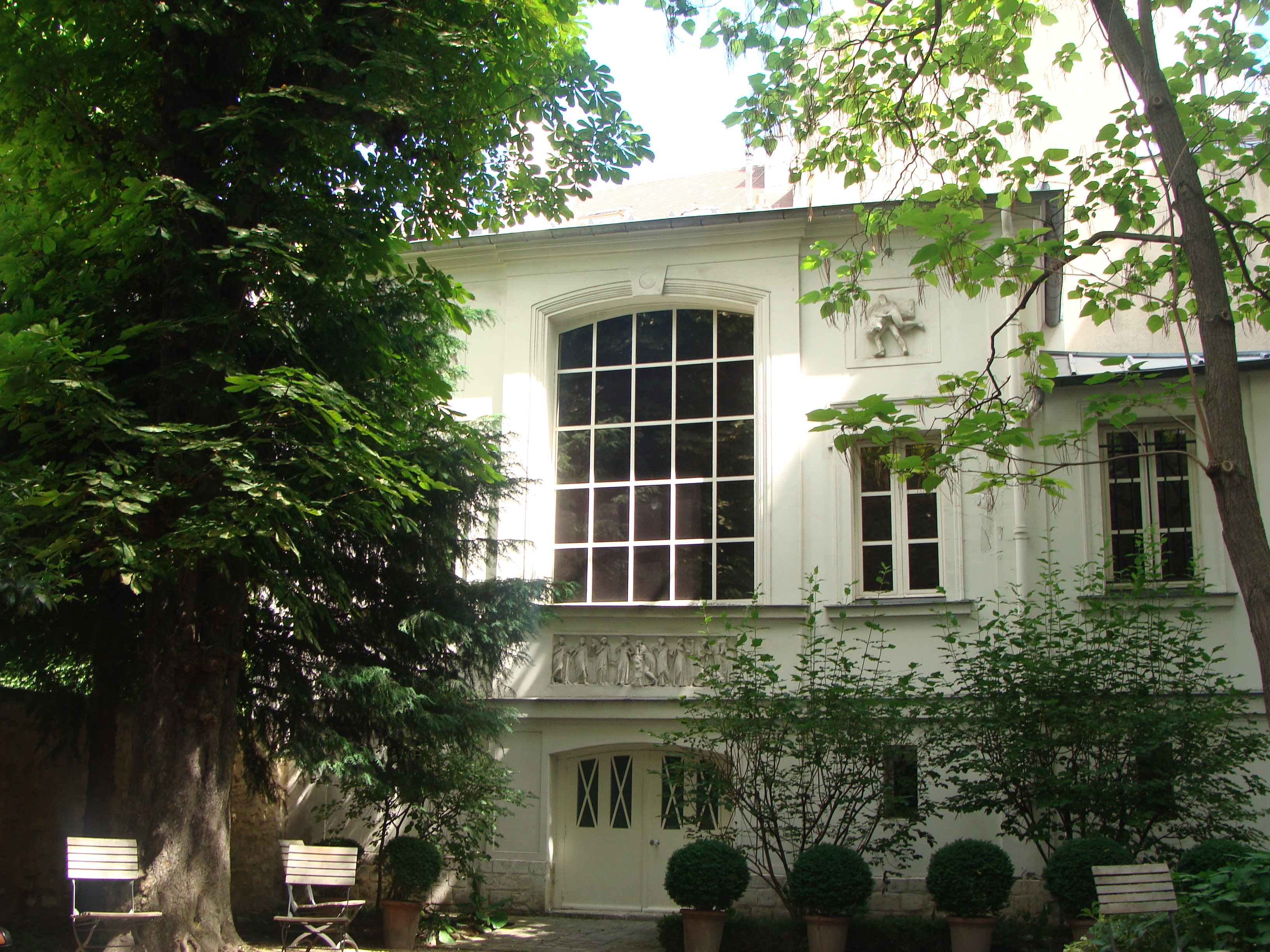
Muzeum Eugène Delacroix

- Café Procope

- Café de Flore
- Kawiarnia Les Deux Magots
- Muzeum Eugène Delacroix